# Pier Martire Armani
Pour les articles homonymes, voir Armani.
Pier Martire Armani (né le 14 janvier 1613 à Reggio - mort le 10 juillet 1699 dans cette même ville) est un peintre italien baroque qui fut actif à Reggio au XVIIe siècle.

## Biographie
Pier Martire Armani a été formé avec Lionello Spada et a travaillé avec lui à l'église de Santa Maria à Reggio d'Émilie.